# Euphorbia mauritanica
Euphorbia mauritanica är en törelväxtart som beskrevs av Carl von Linné. Euphorbia mauritanica ingår i släktet törlar, och familjen törelväxter. Inga underarter finns listade i Catalogue of Life.

## Bildgalleri

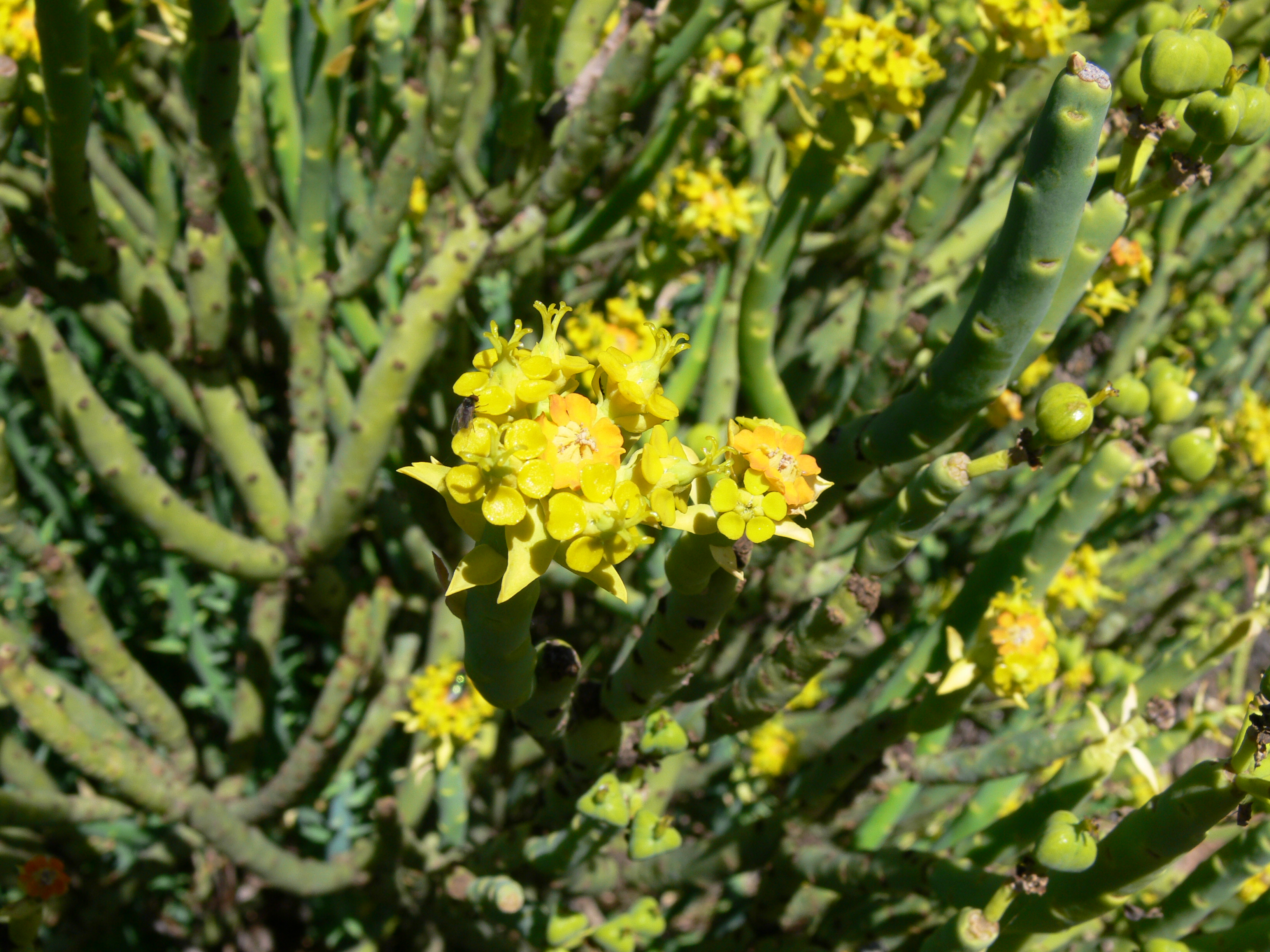